# Pure Phase
Pure Phase è il secondo album discografico in studio del gruppo musicale space rock inglese Spiritualized, pubblicato nel 1995.

## Tracce
Tutte le tracce sono di J. Pierce, tranne dove indicato.
1. Medication - 8:16
2. The Slide Song - 3:52
3. Electric Phase - 1:34
4. All of My Tears - 3:10
5. These Blues - 3:05
6. Let It Flow - 5:30
7. Take Good Care of It - 4:37
8. Born, Never Asked - 2:05 (Laurie Anderson)
9. Electric Mainline - 7:40
10. Lay Back in the Sun - 5:09
11. Good Times - 4:54
12. Pure Phase - 6:19
13. Spread Your Wings - 6:31
14. Feel Like Goin' Home - 5:35

## Formazione
- Jason Pierce - chitarra, piano, voce
- Kate Radley - tastiere, voce
- Mark Refoy - chitarra
- Sean Cook - basso
- Jonny Mattock - batteria, percussioni